# Science-Fiction-Jahr 1842
Übersicht

◄◄ | ◄ | 1838 | 1839 | 1840 | 1841 | Science-Fiction-Jahr 1842 | 1843 | 1844 | 1845 | 1846 | ► | ►►

Weitere Ereignisse

## Geboren
- Eduard Attenhofer (Pseudonym Chiridonius Chrügel; † 1912)
- Friedrich Eduard Bilz († 1922)
- Gustav Bolle († 1902)
- Hermann Faulhaber
- Karl May († 1912)
- Josef Scheicher († 1924)
- Heinrich Seidel († 1906)